# Adlerfibel

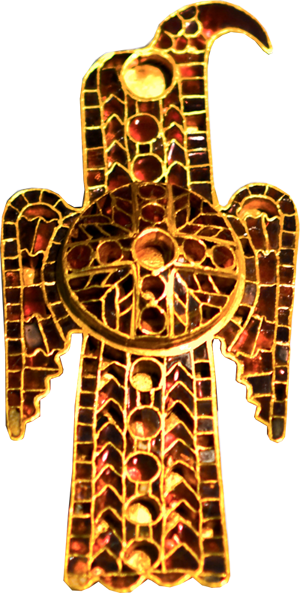
Ostgotische Adlerfibel von Domagnano (San Marino), um 500. Germanisches Nationalmuseum Nürnberg Inv. Nr. FG1608

Eine Adlerfibel ist eine Sonderform der Vogelfibel und beschränkt sich bei der Ikonografie auf die Darstellung eines Adlers. Als Fibel oder Gewandnadel dient sie primär dem Zusammenhalten von Kleidung, oft aber auch als Schmuckstück oder Statussymbol. Adlerfibeln treten deutlich seltener auf als andere Vogelfibeln und zeichnen sich durch eine aufwendigere Verarbeitung aus.

## Gestaltung
Allen Adlerfibeln ist die Darstellung des Adlers als Raubvogel gemein. Somit unterscheiden sie sich von Vogelfibeln. Sie sind in der Regel deutlich größer als Vogelfibeln, lediglich im süddeutschen Raum wurden auch kleinere, der typischen Größe von Vogelfibeln entsprechende Exemplare gefunden. Man unterscheidet je nach Größe zwischen kleinen cloisonnierten Adlerfibeln, cloisonnierten Adlerfibeln und große Adlerfibeln.
Adlerfibeln zeigen den Adler immer in Frontalansicht. Die Flügel sind als Flügelpaar links und rechts vom Körper angebracht, der Kopf mit dem oft markant ausgebildeten Schnabel ist zur Seite gewendet. Adlerfibelpaare sind so gestaltet, dass die Adlerköpfe einander zugewandt und mit heraldischem Bezug angeordnet sind. Die Schwanzfedern sind immer ausgebildet; Fänge und ausgespreizte Krallen sind manchmal nur angedeutet oder fehlen ganz. Adlerfibeln wurden immer aufrecht am Gewand getragen, sodass die Adlerfigur aufrecht stand.

## Materialien
Wegen ihrer Bedeutung als Statussymbol wurden vor allem die großen Adlerfibeln in der Regel aus kostbaren Materialien und in aufwendigen Fertigungstechniken angefertigt. Gold als Edelmetall findet sich dort oft als Basis der Fibel, teilweise aber auch vergoldete Bronze. Kleinere Adlerfibeln bestehen, bis auf wenige Ausnahmen wie beispielsweise die goldene Adlerfibel von Oßmannstedt (Thüringen) mit 6,3 cm Länge, aus Bronze. Der Körper ist in der Regel mit einem flächigen Cloisonnée (polychrome Glaseinlagen) überzogen. Dazu wurde vor allem in der Spätantike bzw. im frühen Mittelalter bei den gotischen Adlerfibeln Almandin verwendet, mitunter auch Silber, Elfenbein, Lapislazuli, Bronze, Bergkristall oder Granat. Die Herstellung und die Herkunft insbesondere der aufwendiger gestalteten Fibeln können im byzantinischen Raum vermutet werden.
Die Länge der Adlerfibeln schwankt stark. Das kleinste dokumentierte Stück, die Adlerfibel aus Novi Banovci (Vojvodina), misst 3,6 cm. Die beiden größten, aus Feingold gefertigten und reich verzierten Stücke mit 27 und 25 cm Länge stammen aus dem Schatz von Pietroasa, der 1837 in Rumänien entdeckt wurde. Die bekannte Adlerfibel von Domagnano misst 12 cm in der Länge. Die meisten der dokumentierten Adlerfibeln sind um die 10 cm lang.

## Zeitliche Einordnung

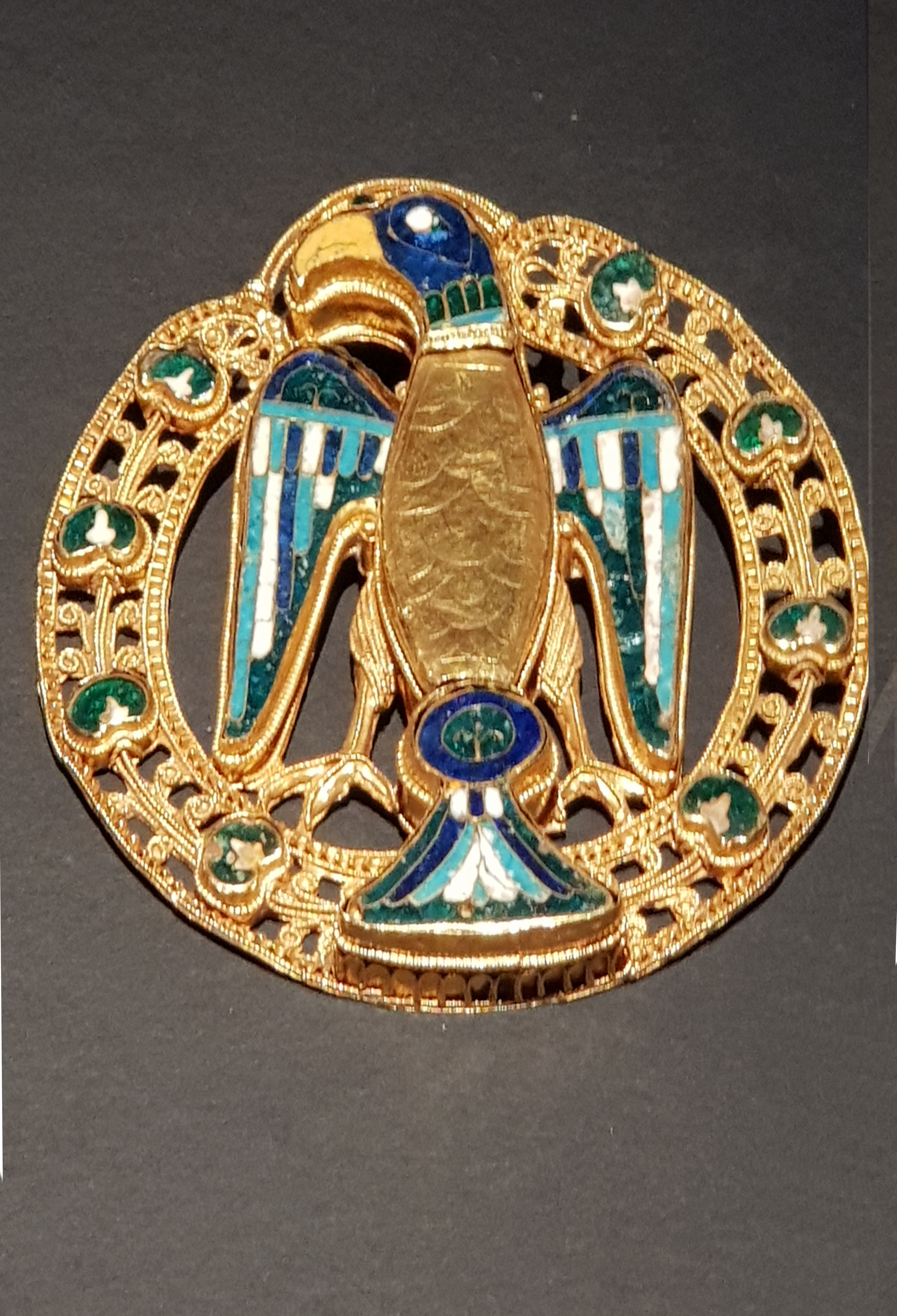
Große Adler-/Pfauenfibel Mainz, Landesmuseum Mainz Inv. Nr. 0/1518

Das erste Auftreten typischer Adlerfibeln korreliert mit dem vermehrten Auftreten der Goten und der Gepiden im europäischen Raum der Spätantike ab dem 3. Viertel des 4. Jahrhunderts. Möglicherweise entstand diese Sonderform der Vogelfibel im gotisch beeinflussten Gebiet und nicht, wie bei den Vogelfibeln angenommen wird, im gallischen Raum. Zahlreiche Exemplare finden sich vor allem im 5. und 6. Jahrhundert bei den Ostgoten und den Westgoten, wo sie zur Tracht hochgestellter Frauen gehörte. Fundstätten liegen entsprechend oft in Italien und Spanien.
Noch einmal aufgegriffen wird das Motiv der Adlerfibel in mittelalterlicher Zeit. Die Große Adler-/Pfauenfibel, gefunden 1880 in Mainz, wird vorsichtig in spätkarolingische oder ottonische/frühsalische Zeit datiert. Trotz einer gänzlich anderen Gestaltungsform – durchbrochen gearbeitete scheibenförmige Fibel, Adlerfigur von Perlkranzdrahtring umgeben – weist sie doch die gleiche Symbolik auf wie ihre frühmittelalterlichen Vorgänger. Wie auch bei diesen ist ein byzantinischer Einfluss wahrscheinlich und sogar ihre dortige Herstellung möglich. Eine Besonderheit zeigt die Adlerfigur insofern, als sie auch Attribute eines Pfaues enthält, die mit denen des Adlers kombiniert wurden (siehe Kapitel Symbolik).

## Symbolik
Die Verwendung einer Adlerfigur in der Raubvogelsymbolik ist ein häufiges Element der Vogelfibeln in der Völkerwanderungszeit und im Mittelalter. Sie lässt sich für bestimmte Regionen und Gruppen der Völkerwanderungszeit bis in die Kaiserzeit und die beginnende Völkerwanderungszeit zuordnen. Vor allem ist sie bei den Goten und Gepiden und ihren Siedlungsgebieten bekannt. Hier hat der Adler im Rahmen des Motivschatzes ein Alleinstellungsmerkmal, es kommen dort keine anderen Tierfiguren vor. Bei den Goten könnte die Verwendung der Adlerfigur im Zusammenhang mit ihrer relativ frühen Christianisierung (beginnend Mitte des 4. Jahrhunderts) stehen. Die Trägerinnen könnten damit ihrer christlichen Glaubensvorstellung Ausdruck gegeben haben. In der christlichen Symbolik kann der Adler in unterschiedlicher Weise gedeutet werden: in Verbindung mit Jesus Christus als Retter oder Träger der Seelen, als Sinnbild des christlichen Himmels oder als Zeichen getaufter Gläubiger.
Auch das Auftreten von Mischwesen, insbesondere Adler-Fisch-Kombinationen, sind bei Fibeln, aber auch bei anderen Gegenständen wie zum Beispiel Spangenhelme bekannt. Adler-Fischdarstellungen sind bereits im heidnischen bzw. vorgeschichtlichen Umfeld bekannt und scheinen älteren Motivgrundlagen zu folgen. Das Hinzufügen von Pfauenattributen (Pfauenkrönchen, Pfauenrad) zu einem Adler bei der mittelalterlichen Adler-/Pfauenfibel aus Mainz lässt sich wiederum im christlichen Zusammenhang erklären: Der Pfau steht in der christlichen Symbolik für das Ewige Leben, während der Adler mit gespreizten Flügeln, hier im Begriff des Hinauffliegens, auf die Auferstehung im Allgemeinen und die Himmelfahrt Christi hinweisen.